# Скандинавская защита
Скандина́вская защи́та — шахматный дебют, начинающийся ходами: 
 1. e2-e4 d7-d5
Относится к полуоткрытым началам.

## История
Старинный дебют, известный с конца XV века. Изначально имел название «Центральный контргамбит». Вошёл в практику только в начале XX века благодаря анализам скандинавских мастеров. Первую монографию, посвящённую анализу этого дебюта, издал Жак Мизес в 1918 году. Однако ещё в XIX веке этот дебют анализировал российский шахматист Карл Яниш. Современная теория скептически относится к этому дебюту, так как считает, что чёрные теряют в дебюте несколько темпов, вследствие чего белые владеют длительной инициативой. Несмотря на такую оценку, скандинавская защита регулярно встречается в турнирах.

## Варианты
После 2. e4:d5 чёрные имеют следующие возможности:
- 2. … Фd8:d5 3. Kb1-c3
  - 3. … Фd5-d6
  - 3. … Фd5-d8
  - 3. … Фd5-a5
    - 4. d2-d4 Kg8-f6 5. Kg1-f3 — основной вариант
      - 5. … Cc8-g4 6. h2-h3 Cg4-h5 7. g2-g4 Ch5-g6 8. Kf3-e5
      - 5. … Kb8-c6
- 2. … Kg8-f6 — иногда к сходным позициям этого варианта сводится игра в защите Алехина, когда белые уклоняются от основных вариантов путём 2. Kb1-c3.
  - 3. c2-c4 c7-c6
    - 4. d5:c6?! Kb8:c6 — с отличной контригрой за пешку.
    - 4. d2-d4 c6:d5 — сводя игру к атаке Панова в защите Каро — Канн.

  - 3. d2-d4 Kf6:d5
    - 4. c2-c4

  - 3. Cf1-b5+ Cc8-d7 4. Cb5-c4 Cd7-g4 5. f2-f3 — играя на удержание лишней пешки.
  - 3. Кg1-f3

Возможно также 2. d2-d4, сводя игру к гамбиту Блэкмара. В случае 2. Kf3 партия может перейти в львовский гамбит.